# العباس، دیر الزور
العباس (به عربی: العباس) یک منطقهٔ مسکونی در سوریه است که در استان دیر الزور واقع شده‌است. العباس ۲٬۳۱۴ نفر جمعیت دارد.